# Katzeneichen
Katzeneichen ist ein Gemeindeteil der Gemeinde Bindlach im Landkreis Bayreuth (Oberfranken, Bayern). Katzeneichen liegt in der Gemarkung Benk.

## Geografie
Der Weiler liegt am Kuhbach, einem linken Zufluss der Kronach, und am Depserbächlein, das dort als linker Zufluss in den Kuhbach mündet. Eine Gemeindeverbindungsstraße führt nach Kottersreuth (1 km nordöstlich) bzw. nach Deps (0,7 km südwestlich).

## Geschichte
Katzeneichen gehörte zur Realgemeinde Kottersreuth. Gegen Ende des 18. Jahrhunderts bestand Katzeneichen aus einem Anwesen. Die Hochgerichtsbarkeit stand dem bayreuthischen Stadtvogteiamt Bayreuth zu. Das Hofkastenamt Bayreuth war Grundherr des Hauses.
Von 1797 bis 1810 unterstand der Ort dem Justiz- und Kammeramt Bayreuth. Mit dem Gemeindeedikt wurde Katzeneichen dem 1812 gebildeten Steuerdistrikt Benk und der zugleich gebildeten Ruralgemeinde Deps zugewiesen. Mit dem Gemeindeedikt von 1818 erfolgte die Eingemeindung nach Benk. Am 1. Januar 1978 wurde Katzeneichen nach Bindlach eingemeindet.

### Einwohnerentwicklung
| Jahr      | 001819 | 001822 | 001861 | 001871 | 001885 | 001900 | 001925 | 001950 | 001961 | 001970 | 001987 |
| Einwohner | 24     | 15     | 24     | 32     | 31     | 31     | 37     | 43     | 38     | 32     | 25     |
| Häuser    |        | 4      |        |        | 6      | 5      | 5      | 6      | 6      |        | 7      |
| Quelle    | [ 9 ]  | [ 6 ]  | [ 10 ] | [ 11 ] | [ 12 ] | [ 13 ] | [ 14 ] | [ 15 ] | [ 16 ] | [ 17 ] | [ 1 ]  |

## Religion
Katzeneichen ist evangelisch-lutherisch geprägt und nach St. Walburga (Benk) gepfarrt.